# لورانس ميد
لورانس ميد (بالإنجليزية: Lawrence M. Mead)‏ هو عالم سياسة أمريكي، ولد في 9 يونيو 1943 في هنتنغتون في الولايات المتحدة.

## وصلات خارجية
- لورانس ميد على موقع الموسوعة البريطانية (الإنجليزية)